# Kōta Sugawara
Kōta Sugawara (japanisch 菅原 康太 Sugawara Kōta; * 22. Mai 1985 in Hokkaido) ist ein japanischer Fußballspieler.

## Karriere
Sugawara erlernte das Fußballspielen in der Universitätsmannschaft der Kokushikan-Universität. Seinen ersten Vertrag unterschrieb er 2008 bei Tokushima Vortis. Der Verein spielte in der zweithöchsten Liga des Landes, der J2 League. Für den Verein absolvierte er 35 Ligaspiele. Danach spielte er bei Grulla Morioka, MIO Biwako Shiga, Zweigen Kanazawa, FC Osaka und Kochi United SC.